# 斑蝠
斑蝠（学名：Scotomanes ornatus）为蝙蝠科斑蝠属的动物。在中国大陆，分布于广西、贵州、安徽、云南、四川、海南、广东、福建、湖南等地，一般栖息于岩洞以及树林。该物种的模式产地在阿萨姆。

## 亚种
- 斑蝠福建亚种（学名：Scotomanes ornatus sinensis），Thomas于1921年命名。在中国大陆，分布于广西、贵州、安徽、云南、四川、海南、广东、福建、湖南等地。该物种的模式产地在福建挂墩。[2]